# شارلوت مارتین
شارلوت مارتین (انگلیسی: Charlotte Martin؛ زادهٔ ۳۱ اکتبر ۱۹۷۶) یک موسیقی‌دان اهل ایالات متحده آمریکا است. وی از سال ۱۹۹۸ میلادی تاکنون مشغول فعالیت بوده‌است.